# Isla Salvaje del Este
La isla Salvaje del Este (en inglés: Grand Jason Island) es una isla del noroeste del archipiélago de las Malvinas, que forma parte del grupo de las "islas Los Salvajes" y se encuentra al oriente de la Isla Salvaje del Oeste (que es mucho menor). 
Los extremos noroeste y noreste de este accidente geográfico son dos de los puntos que determinan las líneas de base de la República Argentina, a partir de las cuales se miden los espacios marítimos que rodean al archipiélago.

## Vida silvestre

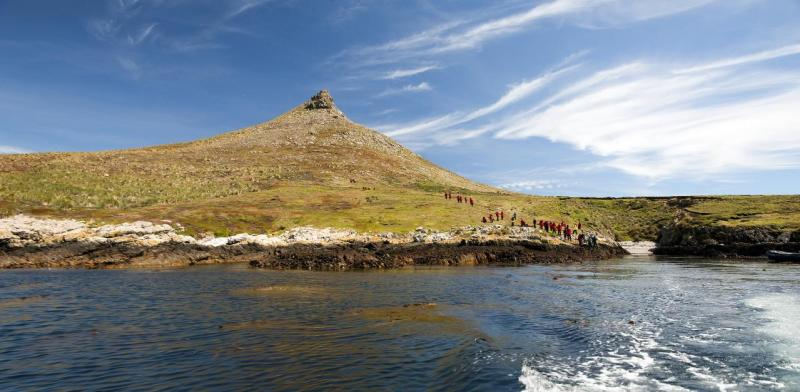
Vista de la isla.

Salvaje del Este es el hogar de una de las mayores colonias de albatros de ceja negra (Thalassarche melanophrys) en el mundo.
Las islas Salvaje del Este y Salvaje del Oeste, fueron comprados por el filántropo neoyorquino Michael Steinhardt, en la década de 1990, que más tarde las donó al zoológico de Bronx como parte del Wildlife Conservation Society.